# Cool Blue
Cool Blue er en amerikansk film fra 1990 af Richard Shepard og Mark Mullin.

## Medvirkende
- Woody Harrelson som Dustin
- Hank Azaria som Buzz
- Ely Pouget som Christiane
- Paul Lussier som Paul
- Phillip Brock som Bruce
- Judie Aronson som Cathy
- Christopher McDonald som Peter Sin
- Gloria LeRoy som Ida